# Die Knowing
Die Knowing is het vijfde studioalbum van de Canadese hardcore punk band Comeback Kid. Het werd uitgegeven op 4 maart 2014 door Distort Entertainment in Canada en via Victory Records buiten Canada.

## Nummers
1. "Die Knowing" - 2:13
2. "Lower the Line" - 2:43
3. "Wasted Arrows" - 2:59
4. "Losing Sleep" - 2:40
5. "Should Know Better" - 2:24
6. "I Depend, I Control" - 1:38
7. "Somewhere in This Miserable…" - 2:46
8. "Beyond" - 2:12
9. "Unconditional" - 3:21
10. "Didn't Even Mind" - 3:29
11. "Full Swing" - 1:56
12. "Sink In" - 4:06

## Muzikanten

### Band
- Andrew Neufeld - zang, gitaar
- Jeremy Hiebert - gitaar, achtergrondzang
- Kyle Profeta - drums, slagwerk
- Matt Keil - bass, achtergrondzang
- Stu Ross - slaggitaar, zang

### Gastmuzikanten
- Poli Correia - zang in "Losing Sleep"
- Scott Wade - zang in "Full Swing"